# Aeroporto Internazionale di Hurghada
L'Aeroporto Internazionale di Hurghada (in arabo مطار الغردقة الدولي‎?) (ICAO: HEGN - IATA: HRG) è un aeroporto egiziano situato a circa 10 km a sud della città di Hurghada.

## Strategia
L'aeroporto ha prevalentemente voli charter provenienti da tutta l'Europa. È il secondo aeroporto egiziano per numero di passeggeri, dopo l'aeroporto del Cairo.
Nel 2008 l'aeroporto ha visto transitare 6.743.199 passeggeri che ha rappresentato un incremento del 13,4% rispetto al 2007. Nel 2022 il numero di passeggeri annuali è salito a 7.165.609.
Il secondo terminal è stato inaugurato nel dicembre 2014.
Nel 2015, in seguito all'attentato terroristico all'aereo Airbus A320 della Metrojet, le compagnie aeree hanno chiuso temporaneamente tutti i voli di linea e charter dalle città della Federazione Russa per l'Egitto.